# Carabidae
Famille
La famille des Carabidés, ou Carabidae, rassemble des coléoptères terrestres de grande taille (15 à 40 mm), majoritairement prédateurs. Ces insectes sont répartis dans plus de 1 800 genres qui comprennent près de 40 000 espèces, dont la classification est encore discutée, certaines bases de données taxinomiques reconnaissant l'existence de sous-familles, d'autres non.
Pourvus d'un exosquelette qui présente parfois un éclat métallique, les Carabidés sont présents dans tous les habitats, à l'exception des déserts. Ils sont particulièrement abondants dans les milieux agricoles, et ce partout à travers le monde.

## Étymologie et appellation
Selon Pline l'Ancien, le terme de carabus serait issu du grec ancien (κάραβος / kárabos, « scarabée cornu »). Linné a utilisé ce terme pour désigner l'ensemble des coléoptères et le nom scientifique en latin carabus est à l'origine du terme francophone.
Ces espèces peuvent être génériquement appelées Carabes [kaʀab] même si ce nom vernaculaire utilisé s'applique plus particulièrement aux espèces du genre Carabus, dont le carabe doré ou jardinière appelée ainsi respectivement en raison de sa couleur ou de son utilité pour les jardiniers. Par exemple, on applique génériquement aussi le nom de carabes violons aux espèces du genre Mormolyce. De façon plus rigoureuse, il convient de les dénommer donc sous le terme de Carabiques.

## Développement
Les carabes réalisent une métamorphose complète (holométabole). En général, le développement se réalise en quatre étapes : l'œuf, la larve, la nymphe et l'imago ou adulte. La nymphe est parfois appelée chrysalide. Chez certaines espèces, la nymphe peut être cachée à l'intérieur d'une cavité naturelle. Chez la plupart des espèces, le développement dure une année complète. Cependant, le développement peut aller jusqu'à quatre ans chez certaines espèces retrouvées dans les climats plus rudes.

### Œuf
Les carabes pondent habituellement leurs œufs au sol, dans des endroits humides (parfois sous de petits morceaux d'écorce) et la profondeur est variable selon les espèces. La femelle choisit soigneusement le site de ponte,. Chez certaines espèces, la femelle crée même une petite cavité pour déposer ses œufs. Chez la tribu des Pterostichini, certaines espèces préparent un petit cocon pour leur masse d'œufs. L'incubation dure en moyenne une dizaine de jours.
La fécondité peut varier allant de cinq à dix œufs chez les espèces avec des comportements de gardiennage (voir section soins parentaux) et à plusieurs centaines pour des espèces qui n'apportent pas de soins parentaux à leur progéniture.

### Larve

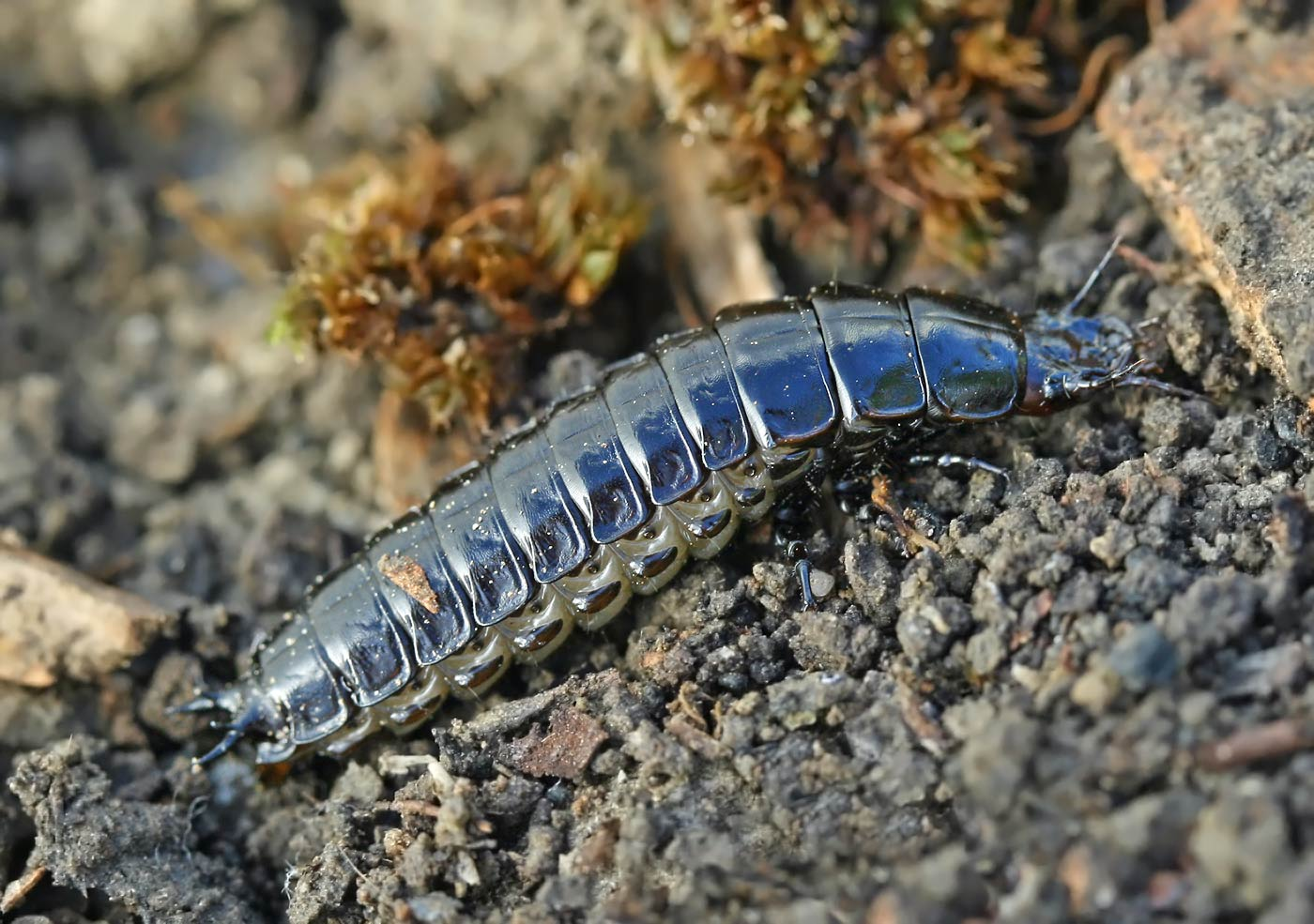
Larve de carabidae

L'éclosion donne des larves au premier stade. Les larves campodéiformes de carabes sont habituellement très mobiles et elles sont majoritairement prédatrices. Il y a également des espèces qui sont végétariennes ou parasites d'insectes ou de millipèdes immatures. Généralement, la larve mue deux fois. La larve de troisième stade, plus grande que les autres, cesse de s'alimenter au bout de quelques jours et prépare la chambre pupale appelée loge nymphale (larve en pré-nymphose). Les trois stades larvaires durent chacun une dizaine de jours en moyenne mais celles des carabes d'été tombent en diapause durant la deuxième et troisième mues.

### Nymphe

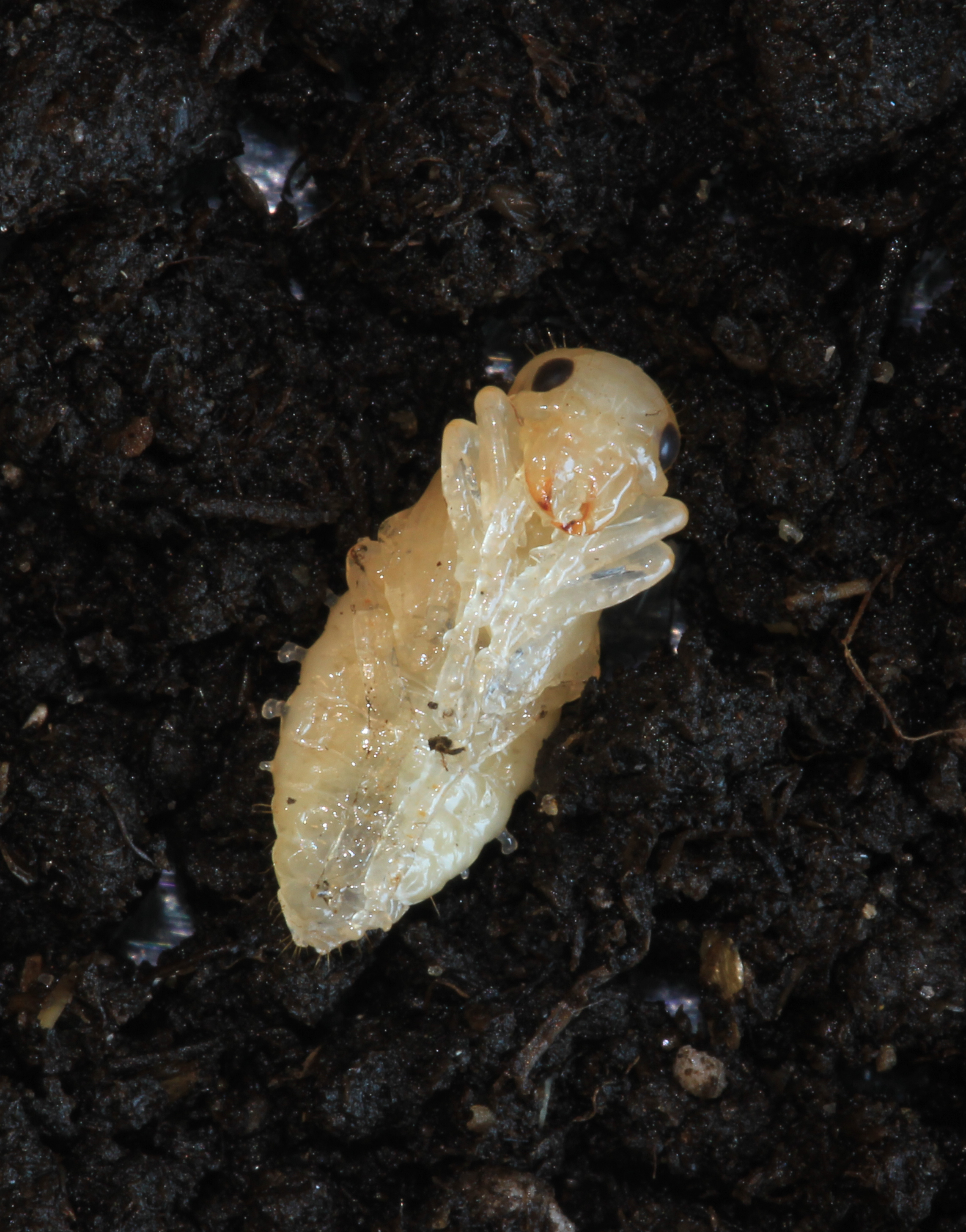
Nymphe de Carabidae (Pterostichus melanarius)

La nymphose dure de 15 à 20 jours, les durées étant sous la dépendance de facteurs écologiques. La nymphe est faiblement sclérifiée et de couleur jaunâtre à blanchâtre. Elle pose généralement sur le dos et est soutenue par des soies dorsales. Lors de l'émergence, le carabe ténéral est blanchâtre et, après quelques minutes, commence à prendre des couleurs plus sombres.

### Adulte
L'entomologiste Sven Gisle Larsson a déterminé deux grands types de cycles de développement : les carabes de printemps (accouplement au printemps et naissance de l'adulte à la fin de l'été) et les carabes d'été (accouplement en été, ponte en automne, diapause larvaire et naissance de l'adulte au printemps).
Les adultes « sont reconnaissables à leur grande taille (15-40 mm), à leur corps assez allongé porté par de longues pattes fines et agiles. Le tarse est toujours pentamètre (5 articles). Les antennes sont longues et moniliformes (en forme de chapelet), composées de 11 articles. Les mandibules sont en général longues et acérées. La tête est robuste, portée par un cou plus ou moins long. Le prothorax est caractérisé par un élargissement en dessus que l'on appelle pronotum. Le mésothorax correspond à l'écusson (scutellum). Les élytres sont durs, non rebordés à la base, striés : la structure primitive de l'élytre était de 8 stries et 9 interstries , actuellement, le type s'est compliqué pour certaines espèces ».
Le dimorphisme sexuel est peu marqué : il s'observe au niveau des femelles qui ont une taille relativement plus grande et au niveau des mâles qui ont les tarses antérieurs renflés en pulvilli (caractère sexuel secondaire qui leur permet de se maintenir solidement à la femelle durant
l'accouplement).
Ils ont en général des teintes sombres données par des pigments bruns tégumentaires. Certaines espèces ont un éclat métallique qui résulte du phénomène optique d'interférences au niveau des couches superficielles fines de chitine de l'élytre.
La longévité des adultes peut être très variable. Dans des conditions idéales, comme en laboratoire, certaines espèces ont été conservés pendant près de quatre ans. De nombreuses espèces dans les tribus Agonini, Harpalini, Pterostichini et Carabini ont une espérance de vie supérieure à un an, la longévité étant en moyenne de deux à trois ans. Ils peuvent également se reproduire plusieurs fois.
Les espèces cavernicoles ont habituellement une longue espérance de vie. Par exemple, l'espèce Bemostenus schreibersi peut vivre jusqu'à six ans et demi.

## Écologie et généralités
Généralement, on retrouve les membres de cette famille sous l'écorce des arbres, les débris de bois, parmi les rochers ou sur le sable près des étangs et des rivières.
Certaines espèces se déplacent rapidement, comme le groupe des cicindèles qui peuvent courir à près de 8 kilomètres par heure. Par rapport à la longueur de leur corps, ils sont parmi les animaux les plus rapides sur terre. La plupart des espèces ont la capacité de voler cependant certaines ont les élytres fusionnés et en sont incapables.
La majorité des espèces sont aptères ou n'ont plus que des ailes vestigiales. Elles sont généralement nocturnes. Au Royaume-Uni, 60 % des espèces sont nocturnes et 20 % sont diurnes. Les 20 % restants incluent des espèces crépusculaires ou qui sont nocturnes et diurnes. Les espèces vivant la nuit sont généralement de plus grandes tailles et ont des couleurs sombres et ternes. Au contraire, les espèces diurnes ont des couleurs plus iridescentes.
En France, la biomasse des carabes aurait chuté de 85 % depuis les années 1990.

### Alimentation

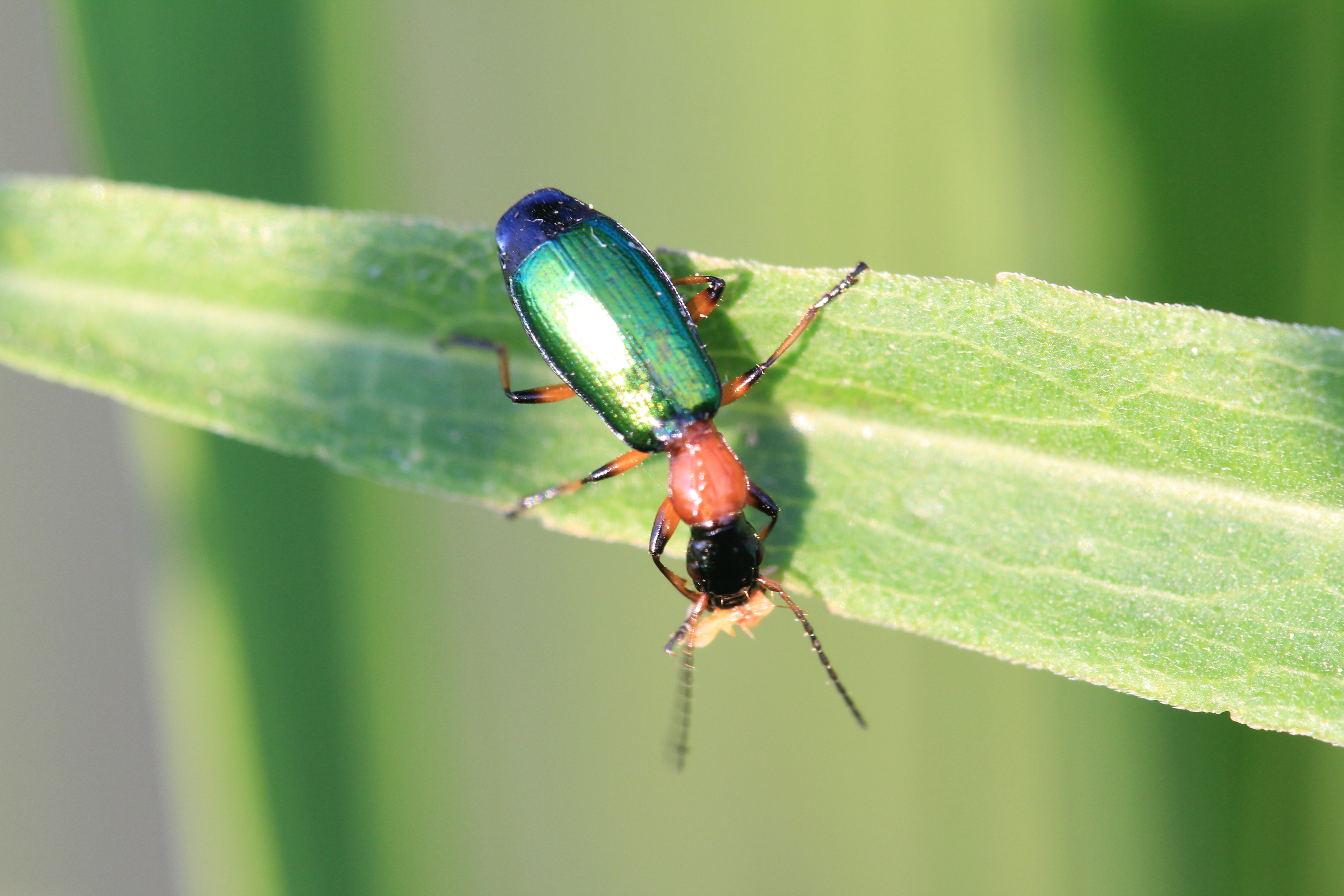
Calleida punctata s'alimentant d'un puceron.

Les carabes ont des régimes alimentaires variés : carnivores (insectivores, nécrophages), phytophages (granivores, frugivores, nectarivores…), omnivores (les plus abondants en nombre d’espèces). 80 % des adultes de carabes sont carnivores, se révélant être des carnassiers actifs la nuit. Ils utilisent leurs mandibules bien développés pour tuer et broyer leur proie en morceaux (œufs, vers, escargots, limaces, collemboles, insectes de surface, notamment les termites et les fourmis). Les espèces plus spécialistes, comme celles qui s'attaquent aux escargots, semblent immobiliser leur proie en la mordant. Cette technique empêcherait la production de mucus, la réaction de défense de ces animaux. Les larves présentes dans le sol sont encore plus carnivores (90 %), pouvant même se nourrir de larves et de jeunes adultes d'insectes ou être cannibales.
Beaucoup de grandes espèces éjectent un liquide riche en enzyme digestive. Par la suite, ils consomment la partie partiellement digérée, parfois avec des fragments de proies non digérés. Les larves font de la digestion préorale, ils consomment uniquement leur nourriture à l'extérieur de leurs pièces buccales.
La plupart des carabes sont très voraces, consommant près de leur propre masse corporelle de nourriture quotidiennement. La nourriture sert à construire des réserves de graisse, surtout avant la période de reproduction et d'hibernation. La qualité de la ressource alimentaire est un facteur important dans le développement larvaire, dans la détermination de la taille de l'adulte et dans la fécondité potentielle. Une femelle bien nourrie est plus fertile.
Les carabes granivores sont les principaux consommateurs de graines adventices dans les régions tempérées. Ils peuvent ainsi être utilisés comme organismes auxiliaires pour lutter contre les plantes adventices. Une population de carabes strictement granivores peut consommer entre 1 150 et 4 000 graines/m2 (chaque individu en consommant de une à plusieurs dizaines par jour), et être à l'origine d'un taux de perte de graines lié à la prédation, de près de 50 %.

#### Techniques de chasse
De nombreuses espèces de carabes trouvent leur nourriture via la recherche aléatoire, d'autres, généralement des espèces diurnes, chassent à vue. On retrouve également des espèces qui utilisent les phéromones de leur proie, comme les pucerons et les escargots, pour les trouver. Cette technique de chasse est probablement plus fréquente que les quelques cas rapportés le suggèrent.

#### Préférences alimentaires
Les carabes sont essentiellement polyphages, ils consomment d'autres animaux (vivants ou morts) et de la matière végétale. Plusieurs espèces sont phytophages,. Une étude globale analysant plusieurs données de la littérature, a démontré que sur 1 054 espèces de carabes, près de 775 espèces (73,5 %) étaient exclusivement carnivores, 85 espèces (8,1 %) était phytophages et 206 espèces (19,5 %) étaient omnivores. La plupart des tests ont été réalisés en laboratoire et ils couvraient surtout les espèces de l'hémisphère nord.
La dissection de plusieurs milliers de spécimens de 24 espèces européennes a révélé la présence de restes de pucerons, d'araignées, de larves et des adultes de lépidoptères, larves de mouche, les acariens, des hétéroptères, des opilions, d'autres espèces de coléoptères et des collemboles. Des études similaires, menées en Belgique et en Nouvelle-Zélande, ont également observé la présence de restes d'annélides (Enchytraeidae), ver de terre, des nématodes, des hyménoptères, des larves de coléoptères, des œufs, des mille-pattes, des mollusques, des spores de champignon, des graines et du pollen. Le cannibalisme a également été rapporté.

### Défense chimique

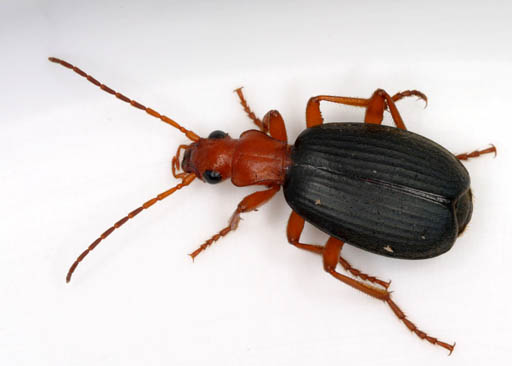
Carabe bombardier du genre Brachinus.

Les carabidae ont une paire de glandes pygidiales dans le bas de l'abdomen. Celles-ci produisent des sécrétions nocives qui sont utilisées pour éloigner les prédateurs. Incommodés par l'humain, les Carabidés rejettent ce liquide fortement irritant et nauséabond qui, au contact avec les muqueuses, se révèle très douloureux. Par exemple, les carabes bombardiers ont la capacité de projeter un liquide corrosif en ébullition sur leurs assaillants. Cette substance est composée d'hydroquinone et de peroxyde d'hydrogène. L'éjection est si puissante, qu'elle produit un son de claquement et un nuage de gaz bouillant qui peut blesser les petits mammifères et même tuer certains invertébrés.

### Soins parentaux
Des cas de soins parentaux ont été rapportés mais ils restent relativement rares chez les insectes. Chez certaines espèces, lors de la ponte, la femelle peut laisser de la nourriture (comme quelques graines) dans la chambre qui contient les œufs. Il y a également des cas de femelle qui garde les œufs, jusqu'à leur éclosion,.

## Relation avec les humains

### Espèces bénéfiques et bioindicatrices
En tant que prédateurs d'invertébrés, la plupart des carabes sont considérés comme des organismes bénéfiques. Le genre Calosoma est connu pour dévorer des proies comme les chenilles à houppe (Lymantriinae), les chenilles processionnaires (Thaumetopoeinae), les vers laineux (Arctiinae) et les vers gris (Noctuidae) en grande quantité. En 1905, l'espèce C. sycophanta, originaire d'Europe, a été introduite en Nouvelle-Angleterre pour contrôler les populations de spongieuse (Lymantria dispar).
Notamment parce qu'ils sont des « outils de contrôle biologique des ravageurs » (pucerons, limaces...), leur diversité et naturalité sont considérées comme bioindicatrice de l'état de la biodiversité dans les champs et milieux ruraux. Leur inventaire ou le suivi de quelques espèces (ex Carabus auratus, Amara aenea, Harpalus affinis et Calathus fuscipes en France) est l'un des moyens d'évaluation environnementale de la qualité « agroécologique » d'un milieu cultivé. Les 4 espèces ci-dessus citées sont toujours plus présentes dans les milieux cultivés selon les principes de l'agriculture biologique, qu'en zones d'agriculture intensive.
Des travaux scientifiques récents ont aussi montré que les espèces de carabes phytophages peuvent aussi jouer un rôle dans le contrôle des adventices.

### Protection
Les colorations métalliques très vives des Carabidés ont attiré l'attention de nombreux collectionneurs depuis longtemps. Outre la destruction et la fragmentation de leurs habitats ou l'utilisation de pesticides, ces prélèvements abusifs sont une cause supplémentaire expliquant la régression de certaines espèces dont la protection doit être envisagée.

## Liste de sous-familles
Il n'y a pas de consensus général sur la systématique des carabidés.
Selon Carabidae of the World :
- Anthiinae Bonelli, 1813
- Apotominae LeConte, 1853
- Brachininae Bonelli, 1810
- Broscinae Hope, 1838
- Carabinae Latreille, 1802
- Cicindelinae Latreille, 1802
- Ctenodactylinae Laporte, 1834
- Dryptinae Bonelli, 1810
- Elaphrinae Latreille, 1802
- Gineminae Ball & Shpeley, 2002
- Harpalinae Bonelli, 1810
- Hiletinae Schiödte, 1847
- Lebiinae Bonelli, 1810
- Licininae Bonelli, 1810
- Loricerinae Bonelli, 1810
- Melaeninae Csiki, 1933
- Migadopinae Chaudoir, 1861
- Nebriinae Laporte, 1834
- Nototylinae Bänniger, 1927
- Omophroninae Bonelli, 1810
- Orthogoniinae Schaum, 1857
- Panagaeinae Bonelli, 1810
- Paussinae Latreille, 1807
- Platyninae Bonelli, 1810
- Promecognathinae LeConte, 1861
- † Protorabinae Ponomarenko, 1977
- Pseudomorphinae Newman, 1842
- Psydrinae LeConte, 1853
- Pterostichinae Sloane, 1920
- Rhysodinae Laporte, 1840
- Scaritinae Bonelli, 1810
- Siagoninae Bonelli, 1813
- Trechinae Bonelli, 1810
- Xenaroswellianinae Erwin, 2007

Selon BioLib (19 septembre 2017) :
- Anthiinae Bonelli, 1813
- Apotominae LeConte, 1853
- Brachininae Bonelli, 1810
- Broscinae Hope, 1838
- Carabinae Latreille, 1802
- Cicindelinae Latreille, 1802
- Cicindinae Csiki, 1927
- Conjuctiinae Ponomarenko, 1977 †
- Ctenodactylinae Laporte, 1834
- Dryptinae Bonelli, 1810
- Elaphrinae Latreille, 1802
- Gineminae Ball & Shpeley, 2002
- Harpalinae Bonelli, 1810
- Hiletinae Schiödte, 1847
- Lebiinae Bonelli, 1810
- Licininae Bonelli, 1810
- Loricerinae Bonelli, 1810
- Melaeninae Csiki, 1933
- Migadopinae Chaudoir, 1861
- Nebriinae Laporte, 1834
- Nototylinae Bänniger, 1927
- Omophroninae Bonelli, 1810
- Orthogoniinae Schaum, 1857
- Panagaeinae Bonelli, 1810
- Patrobinae Chaudoir, 1870
- Paussinae Latreille, 1807
- Platyninae Bonelli, 1810
- Promecognathinae LeConte, 1861
- Protorabinae Ponomarenko, 1977 †
- Pseudomorphinae Newman, 1842
- Psydrinae LeConte, 1853
- Pterostichinae Bonelli, 1810
- Scaritinae Bonelli, 1810
- Siagoninae Bonelli, 1813
- Trechinae Bonelli, 1810
- Xenaroswellianinae Erwin, 2007